# Лімор Зальц
Лімор Зальц (івр. לימור זלץ; нар. 8 липня 1973) — колишня ізраїльська тенісистка.
Найвищу одиночну позицію світового рейтингу — 242 місце досягла 9 серпня 1993, парну — 245 місце — 10 червня 1991 року.
Здобула 2 одиночні та 4 парні титули туру ITF.

## Фінали ITF
| турніри $25,000 |
| турніри $10,000 |

### Одиночний розряд (2-2)
| Результат | Ранг | Дата           | Турнір                     | Покриття | Суперниця               | Рахунок           |
| --------- | ---- | -------------- | -------------------------- | -------- | ----------------------- | ----------------- |
| Перемога  | 1.   | 14 травня 1990 | Яффа, Ізраїль              | Тверде   | Міріам Ореманс          | 7–6, 3–6, 6–2     |
| Перемога  | 2.   | 18 травня 1992 | Хайфа, Ізраїль             | Тверде   | Ширі Бурштейн           | 6–2, 2–6, 7–5     |
| Поразка   | 1.   | 7 вересня 1992 | Єрусалим, Ізраїль          | Тверде   | Яел Сегал               | 6–7(10), 6–3, 4–6 |
| Поразка   | 2.   | 6 червня 1993  | Касерес (Іспанія), Іспанія | Тверде   | Крістіна Торренс-Валеро | 3–6, 6–7(5)       |

### Парний розряд (4-6)
| Результат | Ранг | Дата              | Турнір                       | Покриття | Партнерка       | Суперниці                             | Рахунок       |
| --------- | ---- | ----------------- | ---------------------------- | -------- | --------------- | ------------------------------------- | ------------- |
| Поразка   | 1.   | 30 липня 1990     | Роаноук (Алабама), США       | Тверде   | Ілана Бергер    | Dahlia Coriat Меді Дадох              | 6–2, 4–6, 4–6 |
| Поразка   | 2.   | 6 серпня 1990     | Лебанон (Нью-Джерсі), США    | Тверде   | Ілана Бергер    | Кеті Фоксворт Вінченца Прокаччі       | 4–6, 1–4 ret. |
| Перемога  | 1.   | 5 листопада 1990  | Ашкелон, Ізраїль             | Ґрунт    | Ілана Бергер    | Данієлла Бланке Yael Shavit           | 6–2, 6–1      |
| Перемога  | 2.   | 12 листопада 1990 | Ашкелон, Ізраїль             | Ґрунт    | Ілана Бергер    | Dahlia Coriat Меді Дадох              | 4–6, 6–1, 6–1 |
| Перемога  | 3.   | 18 травня 1992    | Хайфа, Ізраїль               | Тверде   | Мішель Андерсон | Ріккі Гедді Тоні Гедді                | 0–6, 6–3, 6–2 |
| Поразка   | 3.   | 25 травня 1992    | Ашкелон, Ізраїль             | Тверде   | Мішель Андерсон | Ілана Бергер Петра Камстра            | 2–6, 6–2, 4–6 |
| Перемога  | 4.   | 7 вересня 1992    | Єрусалим, Ізраїль            | Тверде   | Яел Сегал       | Yael Beckman Керолайн Гант            | 6–4, 6–4      |
| Поразка   | 4.   | 17 травня 1993    | Тортоса, Іспанія             | Ґрунт    | Ципора Обзилер  | Марія Інес Араїс Марія Фернанда Ланда | 6–4, 3–6, 4–6 |
| Поразка   | 5.   | 31 травня 1993    | Касерес (Іспанія), Іспанія   | Тверде   | Ципора Обзилер  | Елені Россайдс Гайді Шпрунґ           | 6–0, 2–6, 2–6 |
| Поразка   | 6.   | 9 серпня 1993     | Колледж-Парк (Меріленд), США | Тверде   | Ципора Обзилер  | С'юзен Джилкріст Вікі Пейнтер         | 2–6, 3–6      |